# Wirkungslinie

Der Angriffspunkt einer Kraft an einem starren Körper kann auf seiner Wirkungslinie frei gewählt werden.

Die Wirklinie oder Wirkungslinie ist in der Technischen Mechanik die Gerade, die die Lage einer Kraft im Raum angibt. Zusammen mit dem Richtungssinn ergibt sie die Richtung. Durch Angabe des Betrages, der Richtung und des Angriffspunktes kann ein Kraftvektor beschrieben werden.
Nach dem Verschiebungsaxiom der Statik kann eine Kraft an einem starren Körper entlang ihrer Wirkungslinie verschoben werden, ohne dass sich die Wirkung der Kraft auf diesen Körper ändert. Diese Eigenschaft ist auch als Linienflüchtigkeit bekannt. Deshalb ist es möglich, bei manchen Problemen der technischen Mechanik den genauen Angriffspunkt zu vernachlässigen.
Die Linienflüchtigkeit ist jedoch nur für starre Körper gegeben: Eine Veränderung des Angriffspunktes bei einem Körper aus Gummi würde zum Beispiel den Körper jedes Mal anders verformen. Damit ist die Wirkung der Kraft auf den Körper aber eine andere.
Die Aktions- und die zugehörige Reaktionskraft des Wechselwirkungsprinzips liegen auf einer Wirkungslinie. Ihre Angriffspunkte finden sich aber dagegen immer an unterschiedlichen Körpern. 
Ein Kräftepaar ist ein Paar aus gleich großen, aber entgegengesetzt gerichteten Kräften, die nicht auf derselben Wirkungslinie liegen. Es erzeugt an einem Körper ein Drehmoment.
Der Begriff der Wirkungslinie dient zur Unterscheidung von allgemeinen und zentralen Kraftsystemen:
- bei zentralen Kraftsystemen schneiden sich die Wirkungslinien aller Kräfte des Systems in einem Punkt, sodass rotatorische Freiheitsgrade und Drehmomente nicht berücksichtigt werden müssen,[3]
- bei allgemeinen Kraftsystemen ist das Gegenteil der Fall, d. h. die Wirkungslinien aller Kräfte des Systems schneiden sich nicht in einem Punkt, sodass rotatorische Freiheitsgrade und Drehmomente berücksichtigt werden müssen.